# همسایگی دالانی

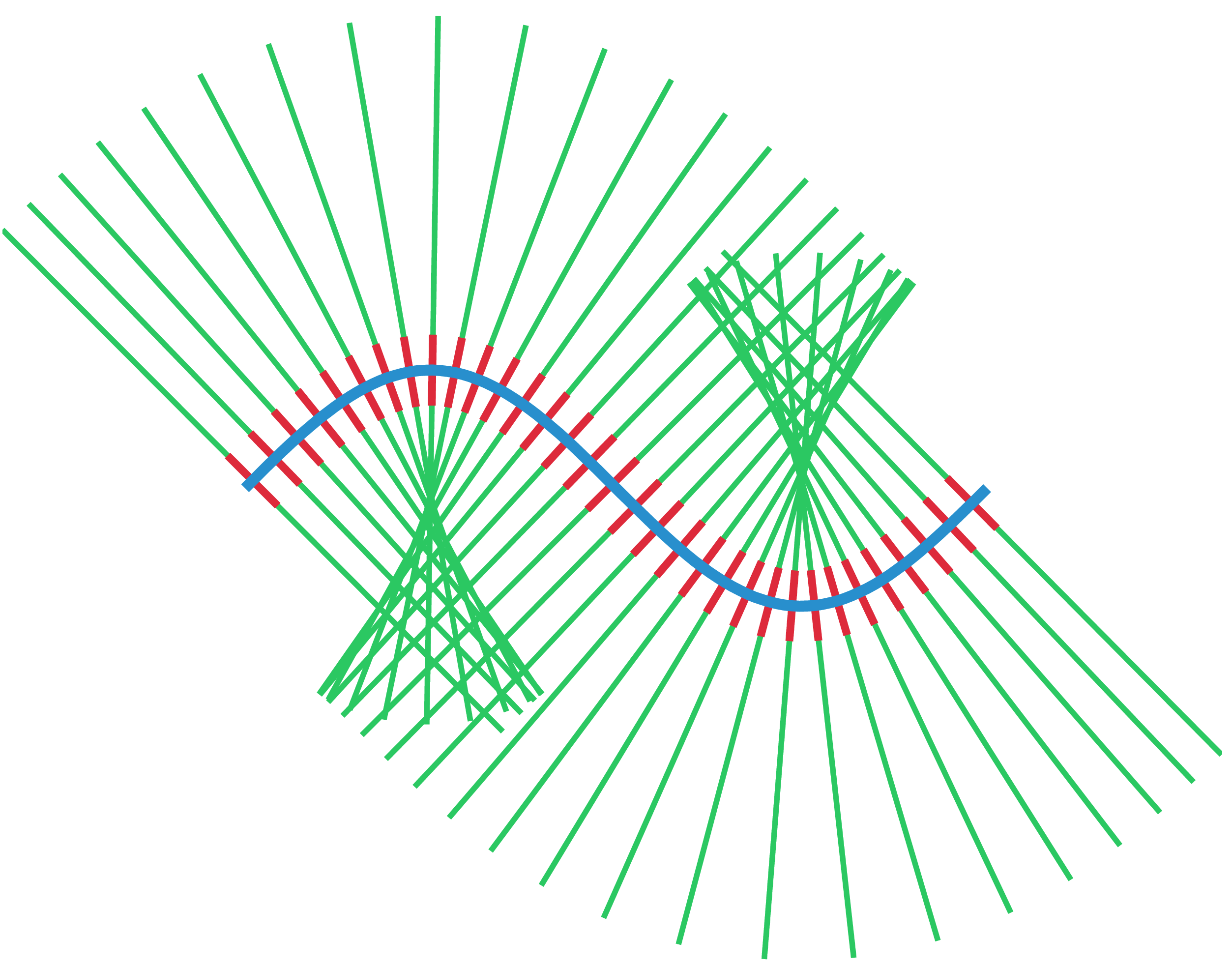
A curve, in blue, and some lines perpendicular to it, in green. Small portions of those lines around the curve are in red.

همسایگی دالانی در ریاضیات یک زیر خمینه یا زیرچندگونا از یک خمینه تمایزپذیر یک مجموعه باز در پیرامون آن است که برای آن حالتی مانند یک بقچه عادی دارد.
برای توصیف این مفهوم مثال ساده ای می‌توان زد. فرض کنید که یک منحنی روی یک صفحه وجود دارد که خودش را قطع نمی‌کند. از هر نقطه روی منحنی خطی را به شکل عمود رسم کنید. به استثنای فرض یک خط راست، در بقیه حالتها این خطها یکدیگر را به شکلی پیچیده قطع می‌کنند. اما اگر به اندازه کافی تنها خط‌های عمود را در اطراف منحنی در نظر بگیریم و به اندازه کافی به منحنی نزدیک باشیم، آنگاه این خطهای عمود به هم برخورد نکرده‌اند، و این خطها همه منحنی را بدون جای خالیبه شکل یک دالان پوشش می‌دهند. این دالان همان همسایگی دالانی است.